# Кияхты
Кияхты (каз. Кияқты) — село (ранее станция) в Мойынкумском районе Жамбылской области Казахстана. Входит в состав Хантауской поселковой администрации. Код КАТО — 315649300.

## Население
В 1999 году население станции составляло 390 человек (184 мужчины и 206 женщин). По данным переписи 2009 года, в населённом пункте проживало 365 человек (176 мужчин и 189 женщин).